# 江戸時代の漂流者の一覧
江戸時代の漂流者の一覧（えどじだいのひょうりゅうしゃのいちらん）は、江戸時代の日本において海難により漂流した人物の一覧。

## 一覧
- 長右衛門 - 寛文10年(1670年)、蜜柑を積んだ船に乗り組み遭難、小笠原諸島に漂着。
- 伝兵衛 - 元禄9年(1696年)、船に乗り組み遭難、カムチャッカ半島に漂着、ロシア帝国に渡る。
- ゴンザとソウザ- 享保13年（1728年）、若潮丸に乗り組み遭難、カムチャツカ半島に漂着、ロシアに渡る。
- 孫太郎 - 明和元年(1764年)、廻船・伊勢丸に乗り組み遭難、フィリピンに漂着。
- 大黒屋光太夫 - 天明2年(1783年)、廻船・神昌丸に乗り組み遭難、アリューシャン列島に漂着、ロシア帝国に渡る。
- 新蔵 - 天明2年(1783年)、廻船・神昌丸に乗り組み遭難、アリューシャン列島に漂着、ロシア帝国に渡る。
- 野村長平 - 天明5年(1785年)、300石船に乗り組み遭難、鳥島に漂着。
- 津太夫 - 寛政5年（1793年）、若宮丸に乗り組み遭難、ロシアのアリューシャン列島ウナラスカ島[要出典]に漂着。
- 太十郎 - 寛政5年（1793年）、若宮丸に乗り組み遭難、ロシアのアリューシャン列島ウナラスカ島[要出典]に漂着。
- 儀兵衛 - 寛政5年（1793年）、若宮丸に乗り組み遭難、ロシアのアリューシャン列島ウナラスカ島[要出典]に漂着。
- 阿部吉郎次 - 寛政5年（1793年）、若宮丸に乗り組み遭難、ロシアのアリューシャン列島ウナラスカ島[要出典]に漂着。
- 善六 - 寛政5年（1793年）、若宮丸に乗り組み遭難、ロシアのアリューシャン列島ウナラスカ島[要出典]に漂着。
- 継右衛門 - 享和3年(1803年)、慶祥丸に乗り組み遭難、千島列島に漂着。
- 平原善松 - 文化3年（1806年）、稲若丸に乗り組み遭難。アメリカ船に救助されハワイ諸島に渡る。
- 久蔵 - 文化7年（1810年）、歓喜丸に乗り組み遭難。カムチャツカ半島に漂着、ロシアに渡る。
- 小栗重吉 - 文化10年(1813年)、督乗丸に乗り組み遭難、イギリスの商船に救助されロシアに渡る。
- 音吉 - 天保3年(1832年)、廻船に乗り組み遭難、アメリカのオリンピック半島に漂着。
- 庄蔵 - 天保5年（1834年）、船に乗り組み遭難、スペイン領のルソン島へ漂流する。
- 寿三郎 - 天保5年（1834年）、船に乗り組み遭難、スペイン領のルソン島へ漂流する。
- ジョン万次郎 - 天保12年(1841年)、漁船に乗り組み遭難、アメリカ捕鯨船に救助され渡米。
- 長尾初太郎 - 天保12年（1841年）、栄寿丸に乗り組み遭難、スペインの密貿易船に救助されメキシコに渡る。
- 浜田彦蔵 - 嘉永4年（1851年）、廻船・栄力丸に乗り組み遭難、アメリカ商船に救助され渡米。
- 仙太郎 - 嘉永4年（1851年）、廻船・栄力丸に乗り組み遭難、アメリカ商船に救助され渡米。
- 小林伝吉 - 嘉永4年（1851年）、廻船・栄力丸に乗り組み遭難、アメリカ商船に救助され渡米。
- 勇之助 - 嘉永5年（1852年）、廻船・八幡丸に乗り組み遭難、アメリカの商船に救助され渡米。